# 三维计算机图形软件
三维计算机图形软件是用于创造三维電腦成像的软件。這類軟體時常用在制作電影和電子遊戲上，而本条目只涵盖部分此類的软件。注意大多数三维软件包还包括针对建筑和高端的专用插件，但上万美元的价格只有制作公司才使用。更大的制作公司通常花费巨额资金制作专用软件以配合这些软件运行。

## 文件格式
支持三维图形的文件有很多种类，例如，Wavefront .obj文件和DirectX .x文件。每种文件类型一般都倾向于有自己独特的数据结构。
每种文件格式都可以通过它们各自的应用程序来访问，如DirectX文件和Quake。另外，也可以通过第三方独立程序访问文件，或通过手动反编译。

## 建模
三维建模软件是一类用于制作三维模型的三维计算机图形软件。这类软件的单个程序被称为建模应用程序或建模器。
三维建模软件允许用户通过其三维网格创建和改变模型。用户可以增加、减少、拉伸和以其他方式改变网格，以满足他们的愿望。模型可以从不同的角度观察，通常同时展示出来。模型可以旋转，视图可以放大或缩小。
三维建模软件可以将模型导出到文件中，只要元数据兼容，就可以将其导入其他应用程序。许多建模器允许自定义的导入器和导出器插件，因此它们可以用其他应用程序的原始文件格式读写数据。
大多数三维建模器都包含一些相关的功能，如光线追踪器和其他渲染方法以及纹理映射。有些软件还包含支持或允许模型动画的功能。有些可能能够生成一系列渲染场景的全动态视频（即动画）。

## 计算机辅助设计(CAD)
计算机辅助设计软件可能采用与三维建模软件相同的基本三维建模技术，但其目标不同。它们被用于计算机辅助工程、计算机辅助制造、有限元分析、产品生命周期管理、3D打印和计算机辅助建筑设计。

## 补充性工具
制作完视频后，工作室再使用Adobe Premiere Pro或Final Cut Pro等中级程序，或Autodesk Combustion、Digital Fusion、Shake等高端程序来编辑或合成视频。移动匹配软件通常被用于匹配现场视频和计算机生成的影片，随着摄像机的移动使两者保持同步。
使用实时计算机图形引擎来制作电影作品被称为machinima。

## 开源软件
- Blender是开源的三维制作及处理软件，使用GNU通用公共许可证，其所提供的动画、建模、渲染和材质能与中高端的三维动画套件相比，如Maya、3ds Max和Cinema 4D。

- Wings 3D也是开源的，使用GNU通用公共许可证，与Blender相比使用更简单，但功能更少，适合于初学者使用。

## 專有軟體
專有軟體列表以字母顺序排序，括弧内为运营公司
- 3ds Max（Autodesk）原名3D Studio MAX，是电子游戏产业中占主导地位的动画程序。
- ArchiCAD（Graphisoft）
- Bryce
- Cinema 4D（MAXON）比其他同类软件在基础安装时都要小巧。其主要才能，是它的对艺术家友善的界面，避免其他软件包中复杂的技术，而且因为其功能的模块结构，使其能保持低廉价格。
- Electric Image Animation System（EI Technology Group）
- form-Z（autodessys, Inc.）
- Houdini（Side Effects Software）
- Lightwave 3D
- Massive
- Maya（Autodesk）
- Modo（Luxology）
- Poser
- RenderMan
- Rhinoceros 3D
- Shade
- Silo（Nevercenter）
- SketchUp Pro（Google）
- Softimage|XSI（Avid）
- TrueSpace（Caligari Corporation）
- Vue 6（E-on Software）
- ZBrush（Pixologic）

## Linux下的软件
- KPovModeler
- K3D
- GIG3DGO